# 삼아알미늄
삼아알미늄 주식회사는 알루미늄박 생산, 각종 레토르트 파우치 및 의약품, 산업용 등의 가공용 제품을 생산 판매 사업을 하는 기업이다.